# ФК «Славія» (Прага) в сезоні 1922
Сезон ФК «Славія» (Прага) 1922 — сезон чехословацького футбольного клубу «Славія». У Середньочеській лізі команда посіла друге місце. Команда вперше стала переможцем Середньочеського кубку.

## Склад команди
| № | Поз. | Нац.           | Гравець             |
| - | ---- | -------------- | ------------------- |
|   | ВР   | Чехословаччина | Ярослав Ханя        |
|   | ЗХ   | Чехословаччина | Антонін Раценбергер |
|   | ЗХ   | Чехословаччина | Еміл Сейферт        |
|   | ЗХ   | Чехословаччина | Карел Нутль         |
|   | ЗХ   | Чехословаччина | Дворжак             |
|   | ПЗ   | Чехословаччина | Валентин Лоос       |
|   | ПЗ   | Чехословаччина | Адольф Бургер       |
|   | ПЗ   | Чехословаччина | Франтішек Плодр     |
|   | ПЗ   | Чехословаччина | Карел Чіпера        |

| № | Поз. | Нац.           | Гравець             |
| - | ---- | -------------- | ------------------- |
|   | НП   | Чехословаччина | Ян Ванік            |
|   | НП   | Чехословаччина | Рудольф Слоуп-Штапл |
|   | НП   | Чехословаччина | Йозеф Чапек         |
|   | НП   | Чехословаччина | Їндржих Шолтис      |
|   | НП   | Чехословаччина | Карел Кужель        |
|   | НП   | Чехословаччина | Лутовський          |
|   | НП   | Чехословаччина | Отакар Шквайн-Мазал |
|   | НП   | Чехословаччина | Вацлав Шубрт        |
|   | НП   | Чехословаччина | Племенік            |
|   | НП   | Чехословаччина | Лаштовічка          |
|   | НП   | Чехословаччина | Рудольф Ректоріс    |
|   | НП   | Чехословаччина | Заїчек              |
|   | НП   | Чехословаччина | Шквор               |

## Чемпіонат Чехословаччини
| 19.03.1922                                                                                       | Славія (Прага)                            | 4:0  | Метеор Виногради | Прага          |  |
|                                                                                                  | 14' (пен.) 28' 38' (пен.) Чапек 44' Новак | звіт |                  | Глядачі: 5 000 |  |
| Ханя – Раценбергер, Дворжак – Градецький, Бургер, Сейферт – Плодр, Новак, Ванік, Чапек, Ректорис |                                           |      |                  |                |  |

| 19.03.1922                                                                                     | Славія (Прага) | 2:0  | Метеор-VIII | Прага |  |
|                                                                                                | Бургер Чапек   | звіт |             |       |  |
| Ханя – Раценбергер, Нутльк – Лоос, Бургер, Сейферт – Лутовський, Плодр, Ванік, Чапек, Ректорис |                |      |             |       |  |

| 29.04.1922                                                                                    | Славія (Прага) | 0:3 | Спарта (Прага)       | Прага                        |  |
|                                                                                               |                |     | Червений Янда Гайний | Глядачі: 24 000 Суддя: Фанта |  |
| Ханя – Раценбергер, Нутль – Лоос, Бургер, Плодр – Заїчек, Слоуп-Штапл, Ванік, Чапек, Ректорис |                |     |                      |                              |  |

### Середньочеська ліга. Турнірна таблиця
|    | турнірна таблиця     | І  | В  | Н | П | МЗ | МП | DR  | О  |
| -- | -------------------- | -- | -- | - | - | -- | -- | --- | -- |
| 1  | Спарта (Прага)       | 13 | 13 | 0 | 0 | 51 | 12 | +39 | 26 |
| 2  | Славія (Прага)       | 13 | 12 | 0 | 1 | 43 | 13 | +30 | 24 |
| 3  | Чехія Карлін (Прага) | 13 | 7  | 2 | 4 | 25 | 26 | -1  | 16 |
| 4  | Уніон (Жижков)       | 13 | 7  | 1 | 5 | 22 | 10 | +12 | 15 |
| 5  | Краловські Виногради | 13 | 5  | 3 | 5 | 20 | 29 | -9  | 13 |
| 6  | Вршовіце (Прага)     | 13 | 6  | 0 | 7 | 23 | 27 | -4  | 12 |
| 7  | Вікторія (Жижков)    | 13 | 5  | 1 | 7 | 23 | 15 | +8  | 11 |
| 8  | Кладно               | 13 | 3  | 5 | 5 | 21 | 22 | -1  | 11 |
| 9  | Нусельский (Прага)   | 13 | 4  | 3 | 6 | 21 | 26 | -5  | 11 |
| 10 | Спарта (Кладно)      | 13 | 3  | 4 | 6 | 15 | 18 | -3  | 10 |
| 11 | Спарта (Коширже)     | 13 | 3  | 4 | 6 | 22 | 41 | -17 | 10 |
| 12 | Крочехлави           | 13 | 3  | 4 | 6 | 16 | 33 | -17 | 10 |
| 13 | Метеор Виногради     | 13 | 4  | 0 | 9 | 19 | 30 | -11 | 8  |
| 14 | Метеор-VIII (Прага)  | 13 | 1  | 3 | 9 | 20 | 36 | -16 | 5  |

## Середньочеський кубок
| 1/4 1922 | Славія (Прага) | 4:1 | Вікторія |  |  |
|          |                |     |          |  |  |
|          |                |     |          |  |  |

| 1/2 5.11.1922 | Спарта (Прага)         | 2:2 (д.ч.) | Славія (Прага)          | Прага                         |  |
| | Дворжачек А.Гоєр пен.' | звіт       | Слоуп-Штапл пен.' Ванік | Глядачі: 20 000 Суддя: Коштял |  |
| Славія: Ханя — Раценбергер, Сейферт — Лоос, Бургер, Плодр — Кужель, Слоуп-Штапл, Ванік, Шолтис, Мазал Спарта: Пейр — Гоєр, Поспішил, Гайний, Пешек, Червений — Седлачек, Тожичка, Шаффер, Дворжачек, Медуна |                        |            |                         |                               |  |

| 1/2 перегравання 26.11.1922 | Спарта (Прага) | 0:0  | Славія (Прага) | Прага                          |  |
| |                | звіт |                | Глядачі: 10 000 Суддя: Герітес |  |
| Славія: Ханя – Раценбергер, Сейферт – Лоос, Бургер, Плодр – Кужель, Слоуп-Штапл, Ванік, Чапек, Мазал Спарта: Пейр, Гоєр, Янда, Гайний, Пешек, Червений, Седлячек, Шроубек, Пілат, Дворжачек, Медуна |                |      |                |                                |  |

| 1/2 догравання 2.12.1922 | Спарта (Прага) | 0:1  | Славія (Прага) | Прага                       |  |
| |                | звіт | Слоуп-Штапл    | Глядачі: 10 000 Суддя: Клер |  |
| Славія: Ханя – Раценбергер, Сейферт – Лоос, Бургер, Плодр – Кужель, Слоуп-Штапл, Ванік, Чапек, Мазал Спарта: Пейр, Гоєр, Янда, Гайний, Пешек, Червений, Седлячек, Медуна, Пілат, Дворжачек, Шроубек |                |      |                |                             |  |

| Фінал 29.04.1923 | «Славія» (Прага) | 3 — 2         | «Чехія Карлін» (Прага) |                              |  |
| | Чапек Ванік      | звіт 1 звіт 2 |                        | Глядачі: 5000 Суддя: Кошржал |  |
| Славія: Ханя - Раценбергер, Нутль — Сейферт, Лоос, Плодр - Кужель, Слоуп-Штапл, Ванік, Чапек, Шквор Чехія Карлін: Петржина — Бартак, Я. Паулін — Кучера, Е. Паулін, Чтворак — Лашек, Северин, Шисл, Влчек, Павлічек |                  |               |                        |                              |  |

## Товариські матчі
| ТМ 1.01.1922 | Фюрт                       | 4:0  | Славія (Прага) | Фюрт                                   |  |
| | Зілл 15' Франц 43' 81' 88' | звіт |                | Глядачі: 8 000 Суддя: Вітте (Штутгарт) |  |
| Лорманн, Мюллер, Веллгофер, Гаген, Ланг, Лобляйн, Кляйнляйн, Франц, Зідерер, Зілл (Ауер, 46), Гімпель Ханя, Райценбергер, Дворжак, Плодр, Бургер, Чипера, Лутовський, Новак, Ванік, Шубрт, Ректорис |                            |      |                |                                        |  |

| ТМ 1922 | Славія (Прага) | 4:1 | Тепліцер | Прага |  |
|         |                |     |          |       |  |
|         |                |     |          |       |  |

| ТМ лютий-березень 1922 | Славія (Прага) | 3:0 | Братислава | Прага |  |
|                        |                |     |            |       |  |
|                        |                |     |            |       |  |

| ТМ 1922 | Славія (Прага) | 1:0 | Братислава | Прага |  |
|         |                |     |            |       |  |
|         |                |     |            |       |  |

| ТМ 19.02.1922 | Славія (Прага) | 1:1  | Уніон (Жижков) | Прага |  |
| | Новак          | звіт | Голаш          |       |  |
| Славія: Ханя, Раценбергер, Нутль, Плодр, Бургер, Племенік, Лутовський, Новак, Ванік, Чапек, Ректорис Уніон: Каліба, Міла, Франя, Кухарж, Кратохвіл, Міка, Краса, Дворжачек, Крацік, Голас, Цісарж |                |      |                |       |  |

| ТМ 5.03.1922 | Славія (Прага)                                        | 5:0  | Краковія | Прага                        |  |
| | 31' (пен.) Ванік 36', 49' (пен.) Новак 48', 60' Чапек | звіт |          | Глядачі: 10000 Суддя: Страка |  |
| Лорманн, Мюллер, Веллгофер, Гаген, Ланг, Лобляйн, Ауер, Франц, Зідерер, Гімпель, Кляйнляйн Ханя, Райценбергер, Нутль, Лоос, Бургер, Сейферт, Ректорис, Чапек, Ванік, Новак, Плодр |                                                       |      |          |                              |  |

| ТМ 2.04.1922 | Славія (Прага)              | 4:2  | Фюрт          | Прага                                   |  |
| | Чапек 21' 85' Новак 43' 71' | звіт | 29' 64' Франц | Глядачі: 22 000 Суддя: Франтішек Цейнар |  |
| Пахтер, Мюллер, Веллгофер, Гаген, Ланг, Лобляйн, Кляйнляйн, Франц, Зідерер, Зілл (Ауер, 46), Гімпель Ханя, Райценбергер, Дворжак, Плодр, Бургер, Чипера, Лутовський, Новак, Ванік, Шубрт, Ректорис |                             |      |               |                                         |  |

| ТМ 9.04.1922 | Славія (Прага)      | 2:0  | Вінер Шпорт-Клуб | Прага                          |  |
| | Ванік 66' Новак 79' | звіт |                  | Глядачі: 15 000 Суддя: Бриндац |  |
| Вінер ШК: Е.Кангаузер, Беєр, Тойфель (Шідль, 60), Планк, Ловак, Занкль, Вюнш, Гергет, К.Кангаузнр, Й.Кангаузер, Гібіш Славія: Ханя, Райценбергер, Дворжак, Плодр, Бургер, Сейферт, Лутовський, Новак, Ванік, Чапек, Ректорис |                     |      |                  |                                |  |

| ТМ 14.04.1922 | Славія (Прага) | ? | Блу Старс (Цюрих) | Прага |  |
|               |                |   |                   |       |  |
|               |                |   |                   |       |  |

| ТМ 16.04.1922 | Славія (Прага) | 0:0           | Данія ХІ | Прага |  |
| |                | звіт 1 звіт 2 |          |       |  |
| Славія: Ханя, Раценбергер, Дворжак, Лоос, Бургер, Сейферт, Плодр, Шубрт, Ванік, Чапек, Ректоріс Данія: Пауль Крістіансен (КБ 1903), С.Крістіансен (АБ), Єнсен (КБ 1903), Тейлман (АБ) (Мюльніц, 46), Гансен (Фрем), Єнсен (КБ 1903), Андерсен (Фрем), Петерсен (Фрем), Каструп (Фрем), Клевен (АБ), Г.Петерсен (АБ), |                |               |          |       |  |

| ТМ 17.04.1922 | Славія (Прага)         | 3:0  | Данія ХІ | Прага           |  |
| | Ванік 1' 17' Новак 23' | звіт |          | Глядачі: 10 000 |  |
| Славія: Ханя, Раца, Нутль, Лоос, Бургер, Сейферт, Плодр, Новак, Ванік, Чапек, Ректорис Крістіансен, Мольтке, Єнсен, Г.Гансен, Мельітц, Н.Єнсен, Гансен, Петерсен, Каструп, Гентшель, Петерсен |                        |      |          |                 |  |

| ТМ 23.04.1922 | Славія (Прага)      | 2:1  | Хакоах (Відень)    | Прага                                        |  |
| | Новак 29' Чапек 34' | звіт | 82' Нойфельд-Немеш | Стадіон: Летна Глядачі: 12 000 Суддя: Матула |  |
| Хакоах: Гальперн, Шеуер, Труммер, Керр, Гутманн, Поллак, Нойфільд-Немеш, Гауслер, (Грюнфельд, 43), Ґансі, Ґрюнвальд, Кац Славія: Ханя, Райценбергер, Нутль, Вілда, Бургер, Сейферт, Плодр, Новак, Ванік, Чапек, Ректорис |                     |      |                    |                                              |  |

| ТМ 5.05.1922 | Болдклуббен 1903 | 1:2 | Славія (Прага) | Копенгаген |  |
|              |                  |     |                |            |  |
|              |                  |     |                |            |  |

| ТМ 5.05.1922 | Данія ХІ | 2:3 | Славія (Прага) | Копенгаген |  |
|              |          |     |                |            |  |
|              |          |     |                |            |  |

| ТМ 10.05.1922 | АІК (Стокгольм) | 1:3 | Славія (Прага) | Стокгольм |  |
|               |                 |     |                |           |  |
|               |                 |     |                |           |  |

| ТМ 12.05.1922 | Гаммарбю (Стокгольм) | 1:3 | Славія (Прага) | Стокгольм |  |
|               |                      |     |                |           |  |
|               |                      |     |                |           |  |

| ТМ 14.05.1922 | Мальме | 2:2 | Славія (Прага) | Мальме |  |
|               |        |     |                |        |  |
|               |        |     |                |        |  |

| ТМ 25.05.1922                                            | Славія (Прага)          | 3:2 | Селтік (Глазго)      | Прага                          |  |
|                                                          | Слоуп 6', 87' Ванік 81' |     | 24' Макеті 24' Мерфі | Стадіон: Летна Глядачі: 26 000 |  |
| Славія: Чана, Слоуп-Штапл, Ванік, Шквайн-Мазал, Чапек... |                         |     |                      |                                |  |

| ТМ 4.06.1922 | Славія (Прага) | 5:0 | Беєрсхот (Антверпен) | Прага |  |
|              |                |     |                      |       |  |

| ТМ 10.06.1922 | Славія (Прага) | 2:1 | Абердин | Прага |  |
|               | Ванік          |     | ?       |       |  |

| ТМ 15.06.1922 | Рапід (Відень)                            | 4:2  | Славія (Прага)     | Відень                                                       |  |
| | Уріділь 2' 9' (пен.) Бауер 76' Весели 76' | звіт | 5' Чапек 57' Новак | Стадіон: Зіммерінгер Плац Глядачі: 30 000 Суддя: Макс Зіманн |  |
| Рапід: Паулер, Штейскаль, Шлоссер, Клар, Брандштеттер, Ніч, Вондрак, Уріділь, Кутан, Бауер, Весели Славія: Беранек, Райценбергер, Нутль, Вільда, Бургер, Плодр, Шквор, Новак, Ванік, Чапек, Сейферт |                                           |      |                    |                                                              |  |

| ТМ липень 1922 | Феєнорд | 0:8 | Славія (Прага)       | Роттердам |  |
|                |         |     | 7х Слоуп-Штапл Чапек |           |  |
|                |         |     |                      |           |  |

| ТМ 22.10.1922                                                                                  | Славія (Прага)               | 3:1 | Вікторія |  |  |
|                                                                                                | Ян Ванік Рудольф Слоуп-Штапл |     |          |  |  |
| Славія: Ханя, Раценбергер, Сейферт, Плодр, Бургер, Лоос, Кужел, Слоуп-Штапл, Лаштовічка, Мазал |                              |     |          |  |  |

| ТМ 19.11.1922 | Славія (Прага)                          | 4:2  | Фюрт                 | Прага                                   |  |
| | Чапек 18' 62' (пен.) 71' Ластовічка 88' | звіт | 20' (пен.) 30' Франц | Глядачі: 12 000 Суддя: Франтішек Цейнар |  |
| Лорманн, Мюллер, Веллгофер, Гаген, Ланг, Кляйнляйн, Ауер, Франц, Зідерер, Гегер, Кнауп Ханя, Райценбергер, Сейферт, Лоос, Бургер, Плодр, Кужель, Слоуп-Штапл, Ванік, Лутовський, Шквайн-Мазал |                                         |      |                      |                                         |  |

| ТМ 2.12.1922                                                                                  | Спарта (Прага)   | 3:1 | Славія (Прага) | Прага                       |  |
|                                                                                               | Пілат Гоєр пен.' |     | Слоуп-Штапл    | Глядачі: 10 000 Суддя: Клер |  |
| Ханя – Раценбергер, Сейферт – Лоос, Бургер, Плодр – Кужель, Слоуп-Штапл, Ванік, Шолтис, Мазал |                  |     |                |                             |  |

| ТМ 26.12.1922 | Фюрт               | 3:2  | Славія (Прага) | Фюрт                                                |  |
| | Зідерер Франц Ланг | звіт | ?              | Глядачі: 7 000 Суддя: Жак Іррле (Базель, Швейцарія) |  |
| Ханя, Райценбергер, Сейферт, Коленатий, Бургер, Плодр, Кужель, Слоуп-Штапл, Ванік, Лутовський, Шквайн-Мазал Лорманн, Мюллер, Веллгофер, Гаген, Ланг, Льобляйн, Гегер, Франц, Зіберер, Ашері, Ауер |                    |      |                |                                                     |  |

| ТМ 28.09.1922 | Славія (Прага)                      | 3:2  | Рапід (Відень)         | Прага                                                                 |  |
| | Ванік 20' 69' (пен.) Лаштовічка 58' | звіт | 22' Кутан 85' Й.Ріхтер | Стадіон: «Летна Славія» Глядачі: 16 000 Суддя: Грчек (Чехословаччина) |  |
| Славія: Ханя, Сейферт, Нутль, Плодр, Бургер, Вілда, Кужель, Слоуп-Штапль, Ванік, Лаштовічка (Чапек, 57), Шквайн-Мазал Рапід: Паулер, Попович, Штейскаль, Клар, Брандштеттер, Ніч, Вондрак, Вітка, Кутан, Й.Ріхтер, Весели |                                     |      |                        |                                                                       |  |

| ТМ 29.10.1922 | Славія (Прага)                            | 3:0        | Аматоре | Прага                                              |  |
| 15:15 | Ванік 16' (пен.) Лаштовічка 28' Мазал 50' | (протокол) |         | Стадіон: Летна Глядачі: 10 000 Суддя: Едуард Краус |  |
| Ханя, Рацбергер, Сейферт, Лоос, Бургер, Плодр, Кужель, Чапек, Ванік, Лаштовічка, Шквайн-Мазал Йоахім, Гільтль, Гайкенвельдер, Курц, Е. Конрад (31' Фукс), Гаєр, Кек, К. Конрад, Сватош, Гансль, Морокутті (25' Вецера) |                                           |            |         |                                                    |  |

| ТМ 1922 | СК Слані | 1:6 | Славія (Прага) | Слані |  |
|         |          |     | 3х Ванік       |       |  |
|         |          |     |                |       |  |

| ТМ 1922 | Інтернаціонале | 2:2 | Славія (Прага) | Мілан |  |
|         |                |     |                |       |  |
|         |                |     |                |       |  |

| ТМ 31.12.1922 | Янг Фелловз | 0:9  | Славія (Прага)                                | Цюрих                      |  |
| |             | звіт | 12' ?' 66' Лаштовичка Слоуп-Штапл Ванік Мазал | Глядачі: 5000 Суддя: Руагг |  |
| ЯФ: Ульріх, Губр, Андретто (Родль), Бургес, Вінклер... Славія: Ханя, Раценбергер (Нутль), Сейферт, Вільда, Бургер, Плодр, Кужель, Слоуп-Штапл, Ванік, Лаштовічка, Шквайн-Мазал |             |      |                                               |                            |  |

## Матчі збірних
Збірна провела чотири офіційних товариських матчі в 1922 році. Гравці «Славії» грали в трьох із них.
- 22.02.1922. Італія — Чехословаччина — 1:1 (грали Антонін Раценбергер, Франтішек Плодр і Ян Ванік, а також Еміл Сейферт, що приєднався до команди протягом року)[13]
- 28.06.1922. Югославія — Чехословаччина — 4:3 (грали Еміл Сейферт, Франтішек Плодр, Адольф Бургер, Рудольф Слоуп і Ян Ванік. Плодр і Ванік забили по голу)[14]
- 13.08.1922. Швеція — Чехословаччина — 0:2 (грали Ян Ванік і Рудольф Слоуп, який забив гол)[15]

Також відбувся товариський матч між збірними Праги і Відня.
| 10.12.1922 |

| Прага                                             | 6:4 (3:1) | Відень                          |
| ------------------------------------------------- | --------- | ------------------------------- |
| Слоуп 10', 15' Дворжачек 19', 58', 63' Єлінек 67' | Звіт      | Сватош 33', 48' Фішера 50', 61' |

| Летна, Прага Глядачів: 12 000 Арбітр: Карл Коппегель (Німеччина) |

Прага: Ярослав Ханя («Славія»), Еміл Сейферт («Славія»), Антонін Гоєр («Спарта»), Франтішек Коленатий («Спарта»), Карел Пешек (к) («Спарта»), Ярослав Червений («Спарта»), Йозеф Седлачек («Спарта»), Рудольф Слоуп («Славія»), Ян Дворжачек («Спарта»), Карел Кожелуг (ДФК Прага), Йозеф Єлінек («Вікторія»); тренер: Едуард Краус
Відень: Карл Острічек («Герта»), Йозеф Блум («Вієнна»), Ріхерд Беєр («Вінер Шпортклуб»), Карл Курц («Вінер Аматор»), Йозеф Брандштеттер («Рапід»), Ежен-Ервін Поллак («Хакоах»), Фрідріх Кох («Вінер Аматор»), Александр Нойфельд-Немеш («Хакоах»), Фердінанд Сватош («Вінер Аматор»), Адольф Фішера (к) («Вінер АК»), Йозеф Горейс («Вінер АК»); тренер: Гуго Майсль
| 8.01.1922 |

| Прага                     | 13:1 (3:0) | Північний Захід Чехії |
| ------------------------- | ---------- | --------------------- |
| Ванік Сейферт Новак Ченда | Звіт       | ?                     |

| Летна, Прага |

 Прага: Рошкота («Вршовіце»), Раценбергер («Славія»), Губка (ЧАФК), Штепан («Вікторія»), Гайний («Вікторія»), Сейферт («Славія»), Лутовський («Славія»), Новак («Славія»), Ванік («Славія»), Ченда («Метеор-VIII»), Мюллер (ЧАФК).
| 15.01.1922 |

| Прага                              | 12:2 (5:2) | Кладно    |
| ---------------------------------- | ---------- | --------- |
| Ванік Новак Шроубек Єлінек автогол | Звіт       | Плетиха ? |

| Глядачів: 5000 |

| 22.01.1922 |

| Братислава | 0:10 (0:2) | Прага                            |
| ---------- | ---------- | -------------------------------- |
|            | Звіт       | Ванік Влчек Кніжек Сейферт Цісар |

| Братислава Арбітр: Краус |

 Прага: Каліба («Уніон»), Раценбергер («Славія»), Франа («Уніон»), Штепан («Вікторія»), Гайний («Вікторія»), Сейферт («Славія»), Плодр («Славія»), Кніжек («Вршовіце»), Ванік («Славія»), Влчек («Чехія Карлін»), Цізарж («Уніон»).